# Skryboniusze
Skryboniusze (Scribonii) – rzymska rodzina plebejska, która dzieliła się na dwie gałęzie o przydomkach (cognomen): Curio i Libo, którzy w czasach Augusta weszli do stanu senatorskiego.

## Przedstawiciele rodu
- Skryboniusze Kurionowie (Scribonii Curio):
  - Gajusz Skryboniusz Kurion – edyl plebejski z 196 p.n.e.
  - Gajusz Skryboniusz Kurion – pretor z 121 p.n.e.
  - Gajusz Skryboniusz Kurion – syn poprzedniego, konsul 76 p.n.e.
  - Gajusz Skryboniusz Kurion – syn poprzedniego, trybun ludowy 50 p.n.e.

- Skryboniusze Libonowie (Scribonii Libo):
  - Lucjusz Skryboniusz Libon – pretor w 204 p.n.e.
  - Lucjusz Skryboniusz Libon – pretor w 192 p.n.e.
  - Lucjusz Skryboniusz Libon – trybun ludowy w 149 p.n.e.
  - Lucjusz Skryboniusz Libon – prawdopodobnie pretor miejski w 80 p.n.e., kandydat na konsula w 77 p.n.e.
  - Lucjusz Skryboniusz Libon – syn poprzedniego, konsul w 34 p.n.e.
  - Skrybonia (I) – siostra poprzedniego, druga żona Oktawiana Augusta.
  - Skrybonia (II) – córka Lucjusza Skryboniusza Libona konsula w 34 p.n.e., żona Sekstusa Pompejusza.
  - Marek Liwiusz Druzus Libon – syn Lucjusza Skryboniusza Libona konsula w 34 p.n.e., adoptowany do rodziny Liwiuszy, konsul w 15 p.n.e.
  - Lucjusz Skryboniusz Libon – syn Lucjusza Skryboniusza Libona konsula w 34 p.n.e., brat Skrybonii (II), mąż Kornelii Pompei Magny.
  - Lucjusz Skryboniusz Libon – syn poprzedniego i Kornelii Pompei Magny, konsul 16 n.e.
  - Marek Skryboniusz Libon Druzus – syn poprzedniego i Kornelii Pompei Magny, zmarł w 16 n.e.
  - Skrybonia (III) – córka Lucjusza Skryboniusza Libona konsula w 16 n.e., żona Marka Licyniusza Krassusa Frugi, konsula w 27 n.e.
- Pozostali:
  - Gajusz Skryboniusz – dowódca w Hiszpanii w czasie walk z Celtyberami w 181 p.n.e.
  - Skryboniusz Afrodyzjusz (Scribonius Aphrodisius) – rzymski gramatyk wymieniony przez Swetoniusza w dziele O sławnych mężach (De viris illustribus) w zachowanym częściowo rozdziale O gramatykach i retorach (De grammaticis et rhetoribus)[1]. Był niewolnikiem i uczniem Orbiliusza, którego wykupiła i wyzwoliła Skrybonia druga żona Augusta.
  - Skryboniusz Letus (Scribonius Laetus) – przyjaciel Apulejusza, który wychwalał w pieśni jego synów[2].
  - Skryboniusz Largus – lekarz, który w roku 43 n.e. towarzyszył Klaudiuszowi w wyprawie do Brytanii.
  - Skryboniusz Prokulus (Scribonius Proculus) – senator zamordowany w kurii na podstawie fałszywego oskarżenia Protogenesa wyzwoleńca Kaliguli[3][4].
  - Publiusz Sulpicjusz Skryboniusz Prokulus – syn poprzedniego, senator, zmarł w 67 n.e.
  - Publiusz Sulpicjusz Rufus Skryboniusz – brat poprzedniego.
  - Marek Skryboniusz Storaks (Marcus Scribonius Storax) – wyzwoleniec będący pedagogiem (paedagogus) Kwintusa Cecyliusza Druzusa Libona znany z inskrypcji, która zawiera dedykację dla żony imieniem Tullia Kleopatra[5][6][7].